# Purpuradusta oryzaeformis
Purpuradusta oryzaeformis is een slakkensoort uit de familie van de Cypraeidae. De wetenschappelijke naam van de soort is voor het eerst geldig gepubliceerd in 1999 door Lorenz & Sterba.
De soort is klein (8,6 mm) en komt voor in ondiepe lagunes tot ca 2 meter diep.